# Adeguamento liturgico delle chiese

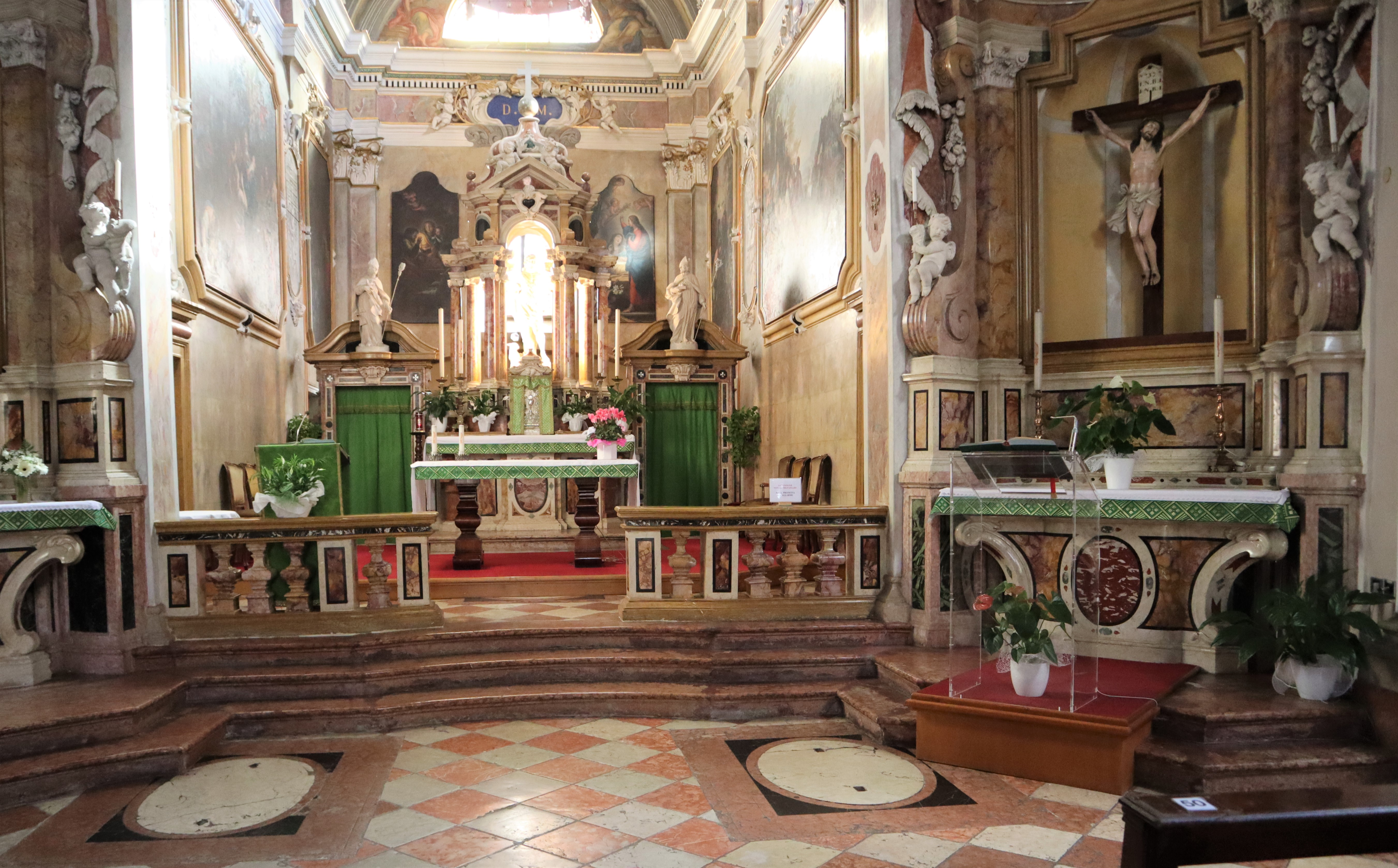
Chiesa di San Giovanni Battista a Rovereto. Si vede l'altare postconciliare posto all'interno del presbiterio, davanti all'altare maggiore. Alla sinistra si trova l'ambone per la lettura del Vangelo mentre alla destra, oltre la balaustra nella sala e davanti a un altare laterale, l'ambone per la lettura dell'epistola.

L'adeguamento liturgico delle chiese indica l'insieme delle modifiche strutturali apportate all'interno delle chiese di rito romano in conseguenza della riforma liturgica attuata dopo il Concilio Vaticano II.

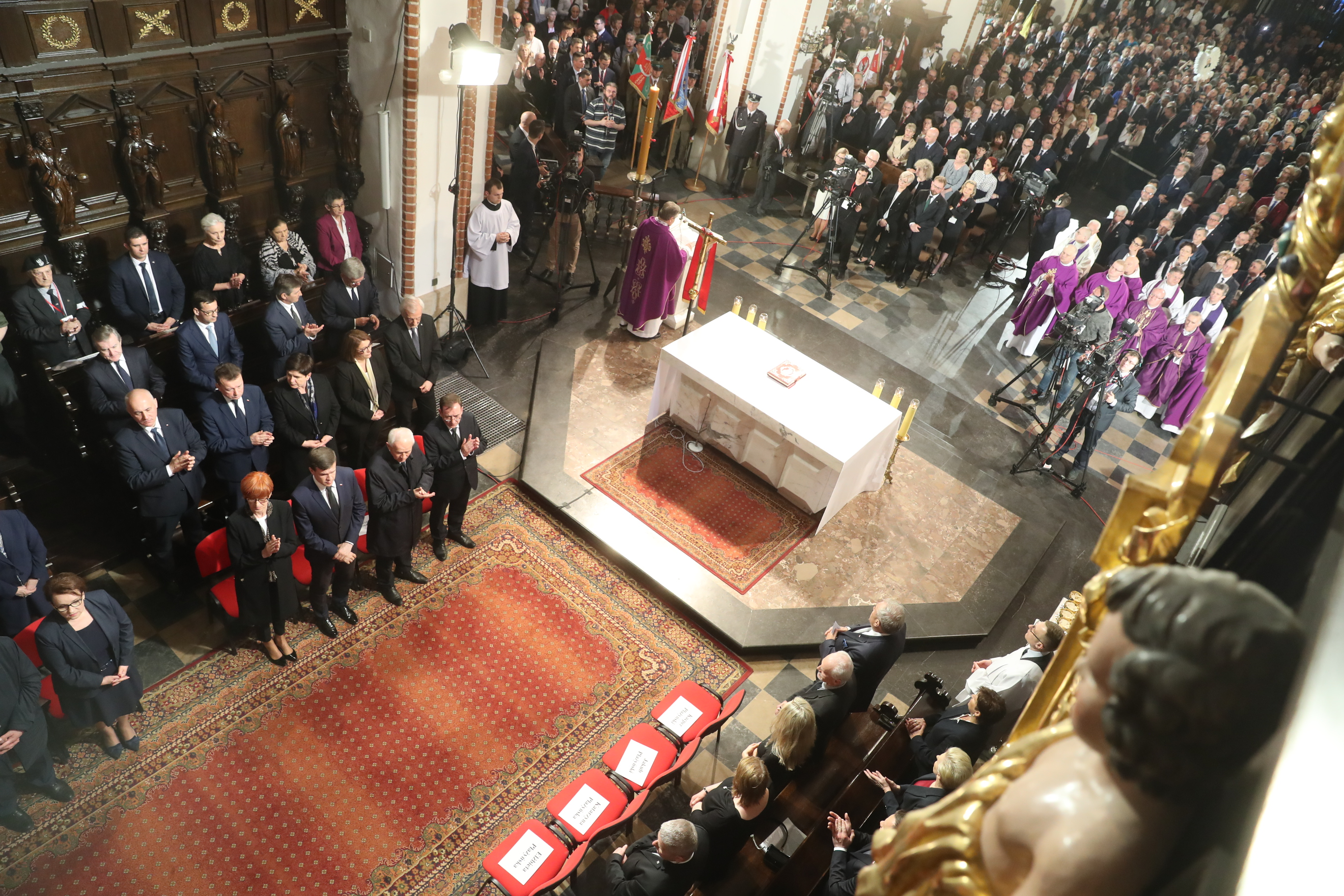
Altare rivolto al popolo al centro del presbiterio nella cattedrale di Varsavia

## Storia

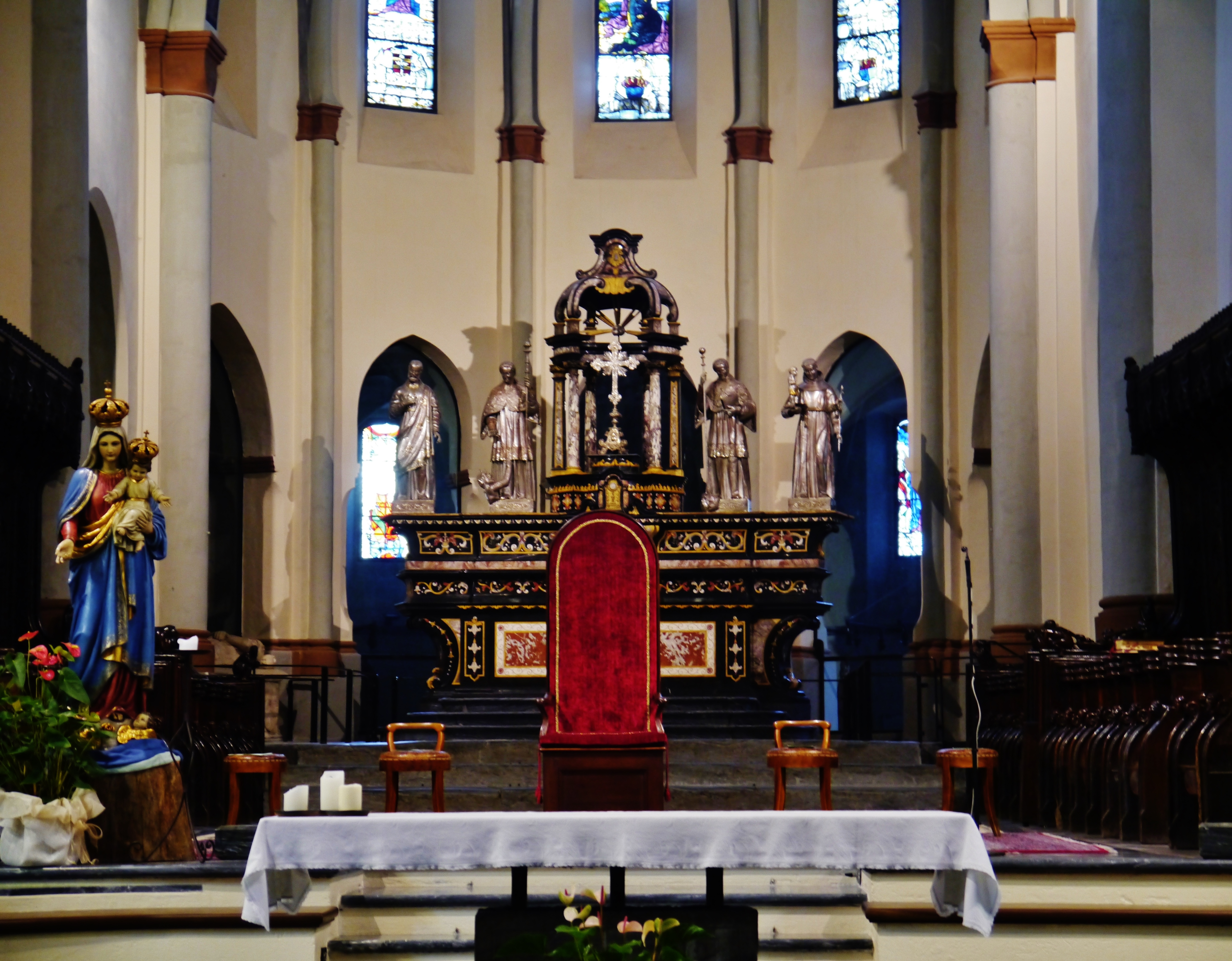
Altare tradizionale e altare rivolto al popolo nella cattedrale di Aosta

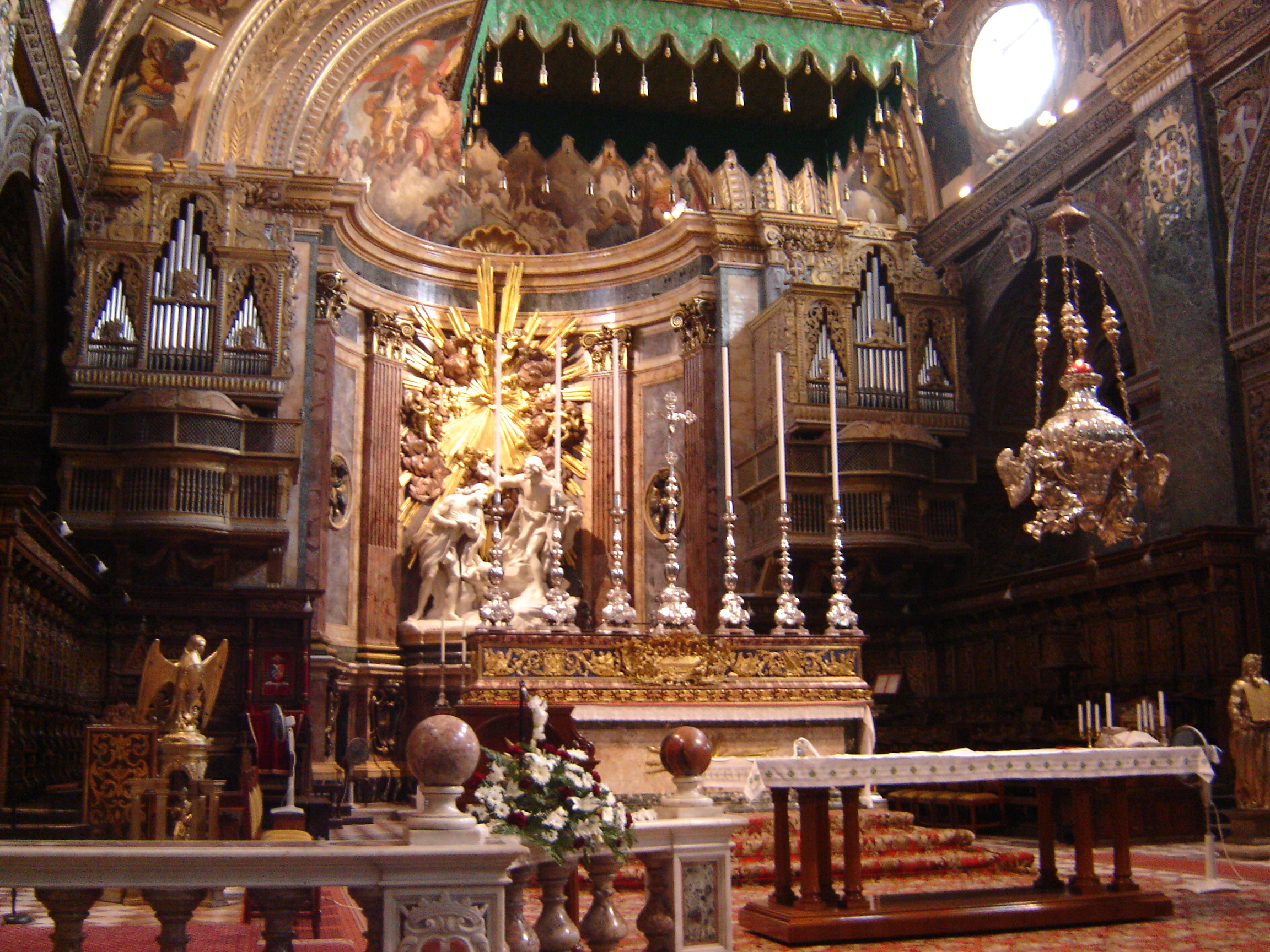
Altare rivolto al popolo davanti all'altare maggiore nella concattedrale di San Giovanni a La Valletta

Il Messale Romano tridentino prevede la possibilità di celebrare la messa rivolti al popolo, definendola "ad orientem versus populum" ma questa possibilità era scarsamente diffusa e la forma più comune di altare era quella a parete o comunque con dossale. Inoltre sino al concilio di Trento nelle chiese conventuali, collegiate e cattedrali il presbiterio era generalmente separato dalla navata con un tramezzo (simile all'iconostasi delle chiese ortodosse).
Per il rito ambrosiano san Carlo Borromeo in un'istruzione per la costruzione di nuove chiese scrisse: Porro ad occidentem versus illa extruenda erit, ubi pro ritu ecclesiae a sacerdote, versa ad populum facie, Missae sacrum in altari maiori fieri solet pro ritu ecclesiae a sacerdote, versa ad populum facie, Missae sacrum in altari maiori fieri solet ("Se bisognasse costruire la chiesa rivolta a occidente, per il rito della chiesa da parte del sacerdote la sacra Messa venga celebrata sull'altare maggiore con il volto rivolto al popolo"). Tuttavia, quest'indicazione rappresenta una soluzione subordinata rispetto all'indicazione precedente, che prescrive ovunque sia possibile la costruzione di chiese rivolte a oriente.
Il Concilio Vaticano II non dà nessuna indicazione circa l'orientamento del celebrante nella messa e non prevede nessun adeguamento liturgico.
Un'indicazione per la celebrazione versus populum è contenuta per la prima volta nell'istruzione Inter oecumenici del 26 settembre 1964 in cui si dice: «Nella chiesa vi sia di norma l'altare fisso e dedicato, costruito a una certa distanza dalla parete, per potervi facilmente girare attorno e celebrare rivolti verso il popolo». Le Istruzioni generali del Messale Romano del 1970 stabiliscono: «L'altare maggiore sia costruito staccato dalla parete, per potervi facilmente girare intorno e celebrare rivolti verso il popolo. Sia poi collocato in modo da costituire realmente il centro verso il quale spontaneamente converga l'attenzione di tutta l'assemblea». Si può notare che la celebrazione verso il popolo rimane una possibilità e che la norma riguarda soltanto la costruzione di un nuovo altare, mentre l'adeguamento non è previsto. Tale indicazione è mantenuta anche nella seconda edizione del Messale Romano del 1975.
Dopo l'introduzione del Messale romano riformato la celebrazione verso il popolo diviene la soluzione più diffusa e, sebbene non sia mai stata limitata, la celebrazione verso l'abside cade generalmente in disuso, tanto che nel 1993 la Congregazione per il culto divino e la disciplina dei sacramenti deve rispondere al dubbio se sia ancora lecita. Nella risposta la Congregazione dichiara «che la posizione verso l’assemblea sembra più conveniente in quanto rende più facile la comunicazione, senza escludere però l'altra possibilità».
La terza edizione del Messale romano del 2000 accentua ancora la norma sulla posizione dell'altare: «L'altare sia costruito staccato dalla parete, per potervi facilmente girare intorno e celebrare rivolti verso il popolo: la qual cosa è conveniente realizzare ovunque sia possibile (ubicumque possibile sit). L'altare sia poi collocato in modo da costituire realmente il centro verso il quale spontaneamente converga l'attenzione dei fedeli. Normalmente sia fisso e dedicato». Si può notare che con questa nuova norma, benché non si stabilisca una legge inderogabile, viene previsto anche l'adeguamento di altari esistenti.
A questa norma la stessa edizione del Messale romano ne aggiunge un'altra, che stabilisce l'unicità dell'altare: «Nelle nuove chiese si costruisca un solo altare che significhi alla comunità dei fedeli l'unico Cristo e l'unica Eucaristia della Chiesa. Nelle chiese già costruite, quando il vecchio altare è collocato in modo da rendere difficile la partecipazione del popolo e non può essere rimosso senza danneggiarne il valore artistico, si costruisca un altro altare fisso, realizzato con arte e debitamente dedicato. Soltanto sopra questo altare si compiano le sacre celebrazioni. Il vecchio altare non venga ornato con particolare cura per non sottrarre l'attenzione dei fedeli dal nuovo altare».
La Conferenza episcopale italiana nel 1996 ha emanato una nota pastorale intitolata L'adeguamento delle chiese secondo la riforma liturgica, in cui i principi esposti nel Messale sono resi più cogenti: «la conformazione e la collocazione dell'altare devono rendere possibile la celebrazione rivolti al popolo e devono consentire di girarvi intorno e di compiere agevolmente tutti i gesti liturgici ad esso inerenti». Oltre all'adeguamento dell'altare, la nota pastorale prevede la trasformazione dello spazio per l'assemblea, di tutto il presbiterio, dell'area battesimale e dell'area penitenziale.
Benché questa nota abbia vigore solo in Italia, anche negli altri paesi l'adeguamento liturgico delle chiese ha avuto uno sviluppo simile.
Infine va notato che l'adeguamento liturgico pone anche un problema di ermeneutica del Concilio Vaticano II. L'adeguamento liturgico e l'orientamento del celebrante non sono mai menzionati nei documenti conciliari, ma la nota pastorale della Conferenza Episcopale Italiana nel 1996 al primo punto dichiara che:

## Descrizione
L'adeguamento liturgico delle chiese riguarda lo spazio per l'assemblea, il presbiterio, l'area battesimale e l'area penitenziale. La disposizione dell'assemblea lungo la navata, in senso longitudinale, la più diffusa nelle chiese, non deve essere necessariamente modificata, ma si possono adottare nuove sistemazioni in cui l'assemblea venga disposta su più lati o in circolo attorno all'altare.

### Presbiterio
Il presbiterio in particolare è soggetto a notevoli mutazioni. Queste mutazioni possono essere realizzate in tre modi:
- integrando gli elementi nuovi con quelli del presbiterio preesistente;
- sostituzione di tutti gli arredi liturgici e loro collocazione nello spazio del presbiterio preesistente;
- riprogettazione totale del presbiterio, nel caso il presbiterio preesistente non possa essere modificato.[12]

Il nuovo presbiterio prevede tre punti principali: l'altare, l'ambone e la sede del presidente. Se questi tre elementi non possono trovare spazio adeguato nel presbiterio, si può ricorrere a elementi mobili per l'ambone e la sede del presidente oppure si può allargare il presbiterio, eventualmente rimuovendo anche la balaustra, che però deve essere possibilmente conservata, collocandola in uno spazio diverso.
Altro elemento di rilievo è la croce, che deve essere in posizione visibile, sopra oppure accanto all'altare.

#### Altare
La conformazione e la collocazione dell'altare devono rendere possibile la celebrazione verso il popolo e devono consentire di girarvi intorno e di compiere agevolmente tutti i gesti liturgici ad esso inerenti.
Se l'altare esistente non soddisfa a queste esigenze, occorre procedere alla progettazione di un nuovo altare possibilmente fisso e, comunque, definitivo. Preferibilmente l'altare deve essere di pietra naturale e comunque non deve essere trasparente. L'altare preesistente va mantenuto senza tovaglia e le reliquie presenti devono essere asportate, se ciò è possibile.

#### Ambone
L'ambone deve essere possibilmente un arredo fisso, quindi non un semplice leggio e deve richiamare esteticamente l'altare. Va collocato in una posizione di cerniera tra l'altare e lo spazio dell'assemblea, ma in posizione decentrata.

#### Sede del presidente
Anche la sede del presidente deve essere possibilmente un arredo fisso e deve essere collocato a ridosso dello spazio per l'assemblea, in posizione ben visibile. Non deve essere né a ridosso dell'eventuale altare preesistente, né davanti all'altare, ma in uno spazio proprio e adatto. Nelle cattedrali la sede del presidente non vescovo deve essere distinta dalla cattedra episcopale. Nelle chiese monastiche, in cui sono frequenti le concelebrazioni, occorre prevedere uno spazio per i concelebranti. È anche consigliato uno spazio adeguato per i ministri e i ministranti.

#### Tabernacolo
La posizione tradizionale del tabernacolo al centro dell'altare maggiore è ritenuta problematica, perché altererebbe la comprensione dell'altare. Pertanto si suggerisce di spostare la riserva eucaristica in una cappella apposita, in cui il tabernacolo deve essere collocato a muro, su colonna o su mensola, ma non su un altare. In alternativa si può utilizzare una cappella laterale, purché sia sufficientemente ampia.
Tuttavia, l'esortazione apostolica Sacramentum caritatis di papa Benedetto XVI del 2007 al n. 69 stabilisce che «nelle chiese in cui non esiste la cappella del Santissimo Sacramento e permane l'altare maggiore con il tabernacolo, è opportuno continuare ad avvalersi di tale struttura per la conservazione ed adorazione dell'Eucaristia, evitando di collocarvi innanzi la sede del celebrante. Nelle nuove chiese è bene predisporre la cappella del Santissimo in prossimità del presbiterio; ove ciò non sia possibile, è preferibile situare il tabernacolo nel presbiterio, in luogo sufficientemente elevato, al centro della zona absidale, oppure in altro punto ove sia ugualmente ben visibile».

### Coro

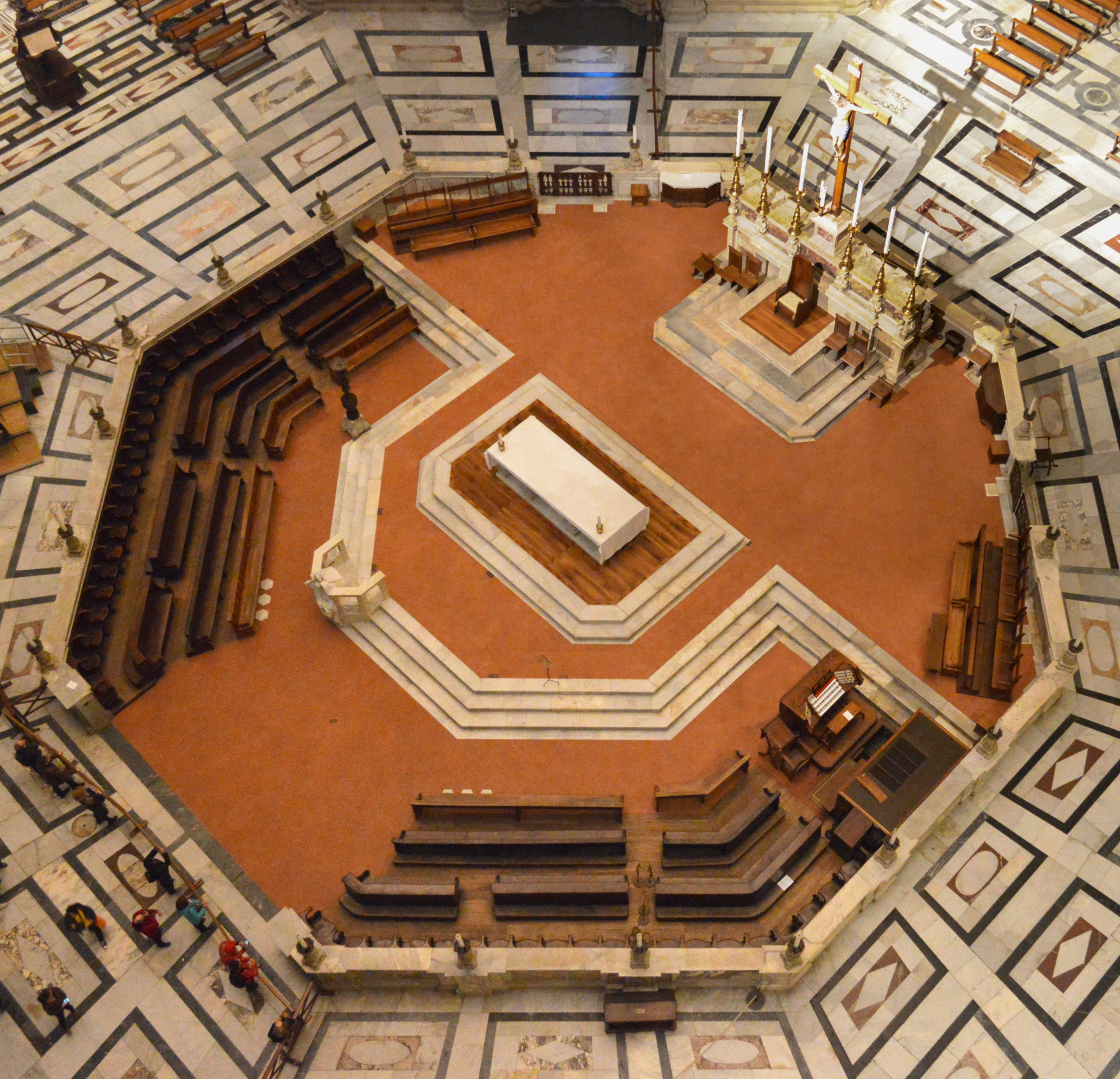
Coro della cattedrale di Santa Maria del Fiore a Firenze

La posizione tradizionale del coro, dietro l'altare, non è ritenuta idonea, perché i membri del coro devono partecipare alle azioni liturgiche e guidare il canto dell'assemblea. Anche la diffusa posizione della cantoria nella controfacciata non è efficace per questo scopo, mentre la collocazione preferibile è tra il presbiterio e l'assemblea.

### Cappella feriale
Una novità dell'adeguamento liturgico è quella di una cappella feriale, di dimensioni ridotte rispetto a quelle dell'aula principale, utilizzabile particolarmente in inverno, per facilitare il riscaldamento, ma anche il raccoglimento. Può coincidere con la cappella della riserva eucaristica.

### Area battesimale
Battisteri e fonti battesimali sono in genere opere di grande pregio storico-artistico e vanno mantenuti, purché siano rispondenti alle esigenze liturgiche, fra le quali le più pressanti sono la possibilità di partecipazione del popolo e del battesimo per immersione. Qualora esista un battistero deve poter ospitare tutte le persone menzionate nel Rituale: battezzandi, padrini, genitori e ministri.

### Area penitenziale
Per amministrare il sacramento della Penitenza i confessionali previsti dal Concilio di Trento in generale paiono adeguati, tuttavia occorre prestare attenzione alle esigenze di illuminazione e riscaldamento, nonché a un'adeguata collocazione, possibilmente lungo la navata. Una posizione presso la porta di ingresso può favorire l'elaborazione del significato di punto di arrivo del cammino di conversione, luogo del ritorno a Dio e del passaggio alla vita nuova. Qualora quest'area sia in correlazione spaziale con l'area battesimale (ad esempio perché posta di fronte), richiama il significato della riconciliazione come recupero della grazia battesimale. Altre possibili soluzioni sono la collocazione in una cappella laterale, da cui però dovrebbero essere assenti elementi devozionali o in una navata laterale. Nei santuari infine, dove il sacramento della Penitenza è celebrato con più frequenza, è possibile prevedere una cappella apposita fuori dall'aula liturgica, in modo da favorire il raccoglimento e con lo spazio per ospitare confessionali più ampi.

### Altari laterali
Gli altari laterali devono avere un ruolo secondario, in modo da rimarcare che l'altare maggiore è l'"unico altare". Possono essere mantenuti come luoghi devozionali, valorizzando le immagini presenti.

### Iconografia
L'adeguamento liturgico delle chiese prescrive che il numero delle immagini non sia eccessivo e non distolga i fedeli dalla partecipazione liturgica, tuttavia ogni trasformazione deve anche tenere conto del rispetto per il patrimonio storico-artistico delle chiese. È anche importante valutare l'unitarietà del programma iconografico dell'edificio. Le chiese di più recente costruzione, quando sono prive di immagini, vanno dotate almeno dell'immagine della Beata Vergine Maria e di quella del santo patrono o del mistero a cui la chiesa è dedicata.

## Progetto dell'adeguamento
L'adeguamento liturgico prevede l'elaborazione di un unico progetto organico. Responsabile principale di questo progetto è il committente, che può essere una diocesi, una parrocchia, ma anche ordini religiosi, le confraternite, le associazioni, i movimenti e i gruppi ecclesiali che abbiano la responsabilità di un edificio di culto. Nel caso di una committenza parrocchiale è importante che siano coinvolti il consiglio pastorale, il consiglio economico, il gruppo liturgico e i catechisti. In ogni caso il committente deve operare sotto la guida del vescovo diocesano, che si avvale della consulenza della commissione diocesana per l'arte sacra. Il committente affida il progetto a un progettista scelto dallo stesso committente e collabora con il professionista fornendogli indicazioni chiare e complete circa le esigenze liturgiche, tuttavia senza interferire nelle scelte di competenza professionale.
Il progetto dell'adeguamento si sviluppa per fasi. In primo luogo il progettista deve studiare il progetto originario della chiesa e le trasformazioni intervenute nel tempo, mettendo in luce i legami tra l'edificio e la tradizione della comunità. Successivamente, il progettista, insieme al committente, si domanda se l'edificio risponde alle esigenze della riforma liturgica e in particolare al principio cardine della partecipazione attiva dell'assemblea. Cercando di mantenere una continuità con l'edificio esistente, il progettista elabora le soluzioni da introdurre.

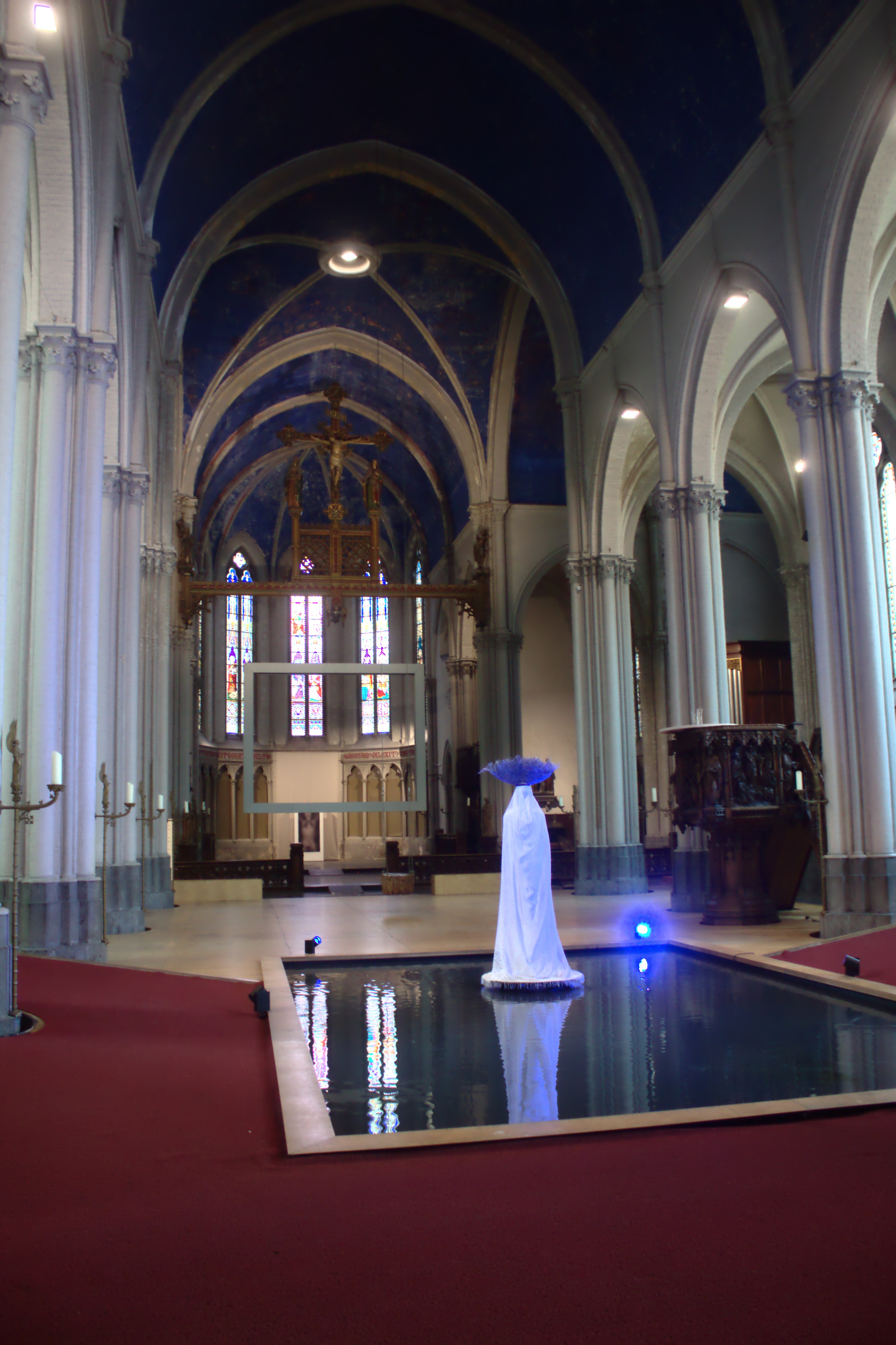
Chiesa di Santa Maria Maddalena e di Santa Caterina a Bruges dopo la sua radicale trasformazione

In particolare, è necessario redigere un rilievo topografico quotato, una documentazione dello stato di conservazione dell'edificio, un rilievo fotografico completo, un'analisi storica degli usi della chiesa e un'analisi del contesto in cui si inserisce la chiesa. A questa fase di indagine segue un dibattito tra il committente, la comunità, il progettista e gli eventuali consulenti, da cui scaturisce poi il progetto di massima dell'adeguamento. Il progetto di massima va verificato e possibilmente sperimentato, anche mediante elementi temporanei realizzati in materiali poveri. Le indicazioni di questa fase di sperimentazione sono raccolte per l'elaborazione del progetto esecutivo.
Talvolta si devono affrontare problematiche legate a edifici sacri storici, di pregio storico ed artistico, ed è alto il rischio di creare danni all'esistente. Nella chiesa di San Tommaso a Strembo, ad esempio, l'adeguamento ha comportato la perdita dell'altare maggiore storico mentre nel coro della cattedrale di Santa Maria del Fiore a Firenze, particolarmente prezioso, è stato necessario un serio approfondimento preventivo.
Un esempio di adeguamento liturgico radicale è offerto dalla chiesa neogotica di Santa Maria Maddalena e di Santa Caterina a Bruges. Dopo il Concilio Vaticano II, il parroco ordinò la demolizione dell'altare maggiore e di tutti gli altari laterali, nonché la sostituzione delle antiche vetrate con vetro trasparente. Oggi la chiesa si presenta con audaci sperimentazioni, come una grande cornice vuota appesa sopra il presbiterio e una grande vasca posta centralmente nella navata, attorno alla quale i fedeli possono sedere a terra su uno spalto inclinato, ma la trasformazione rende difficile riconoscere gli elementi dello spazio liturgico.